# Platnickina tincta
Platnickina tincta là một loài nhện trong họ Theridiidae.
Loài này thuộc chi Platnickina. Platnickina tincta được Charles Athanase Walckenaer miêu tả năm 1802.

## Hình ảnh

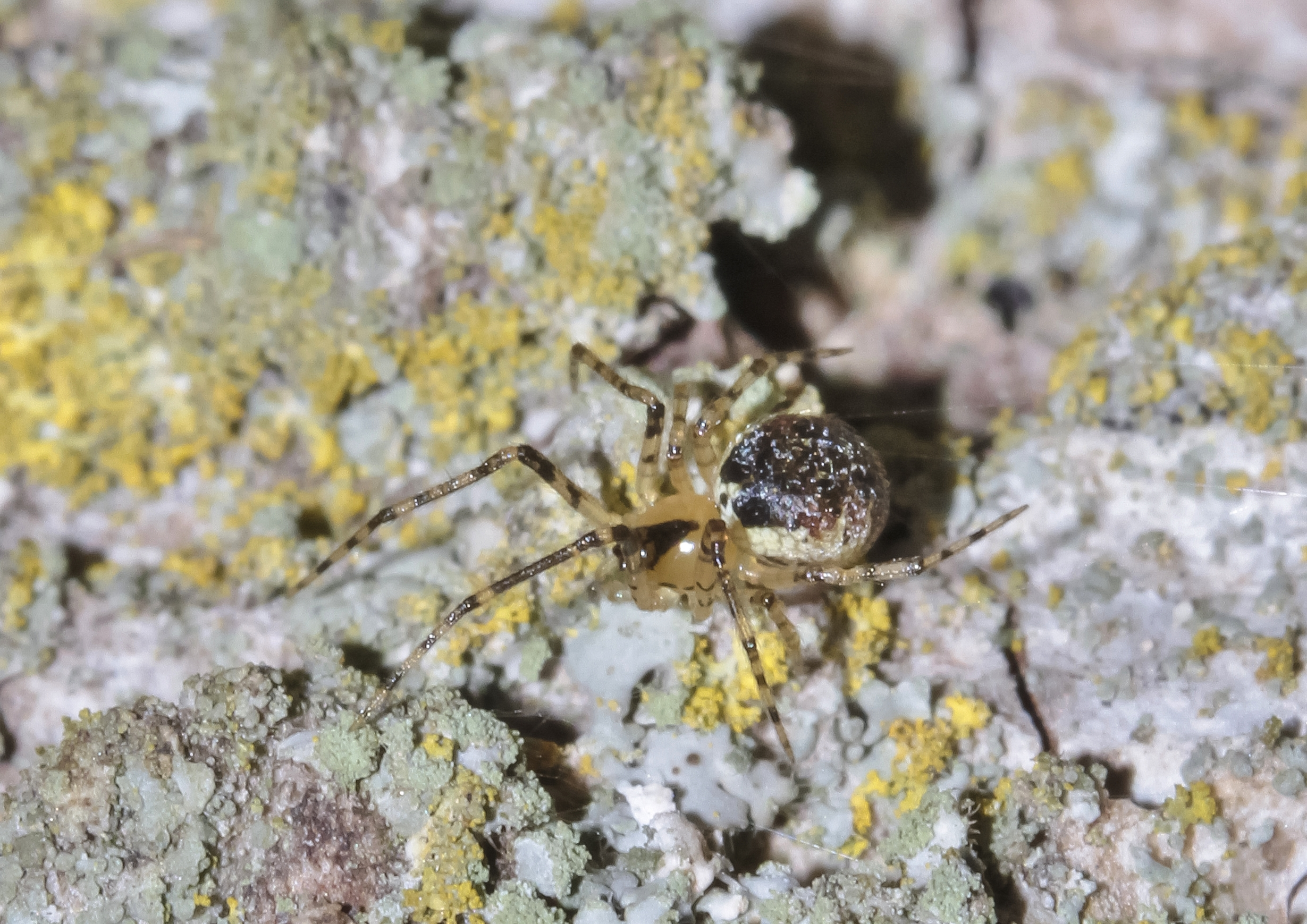